# Jeanne Atkins

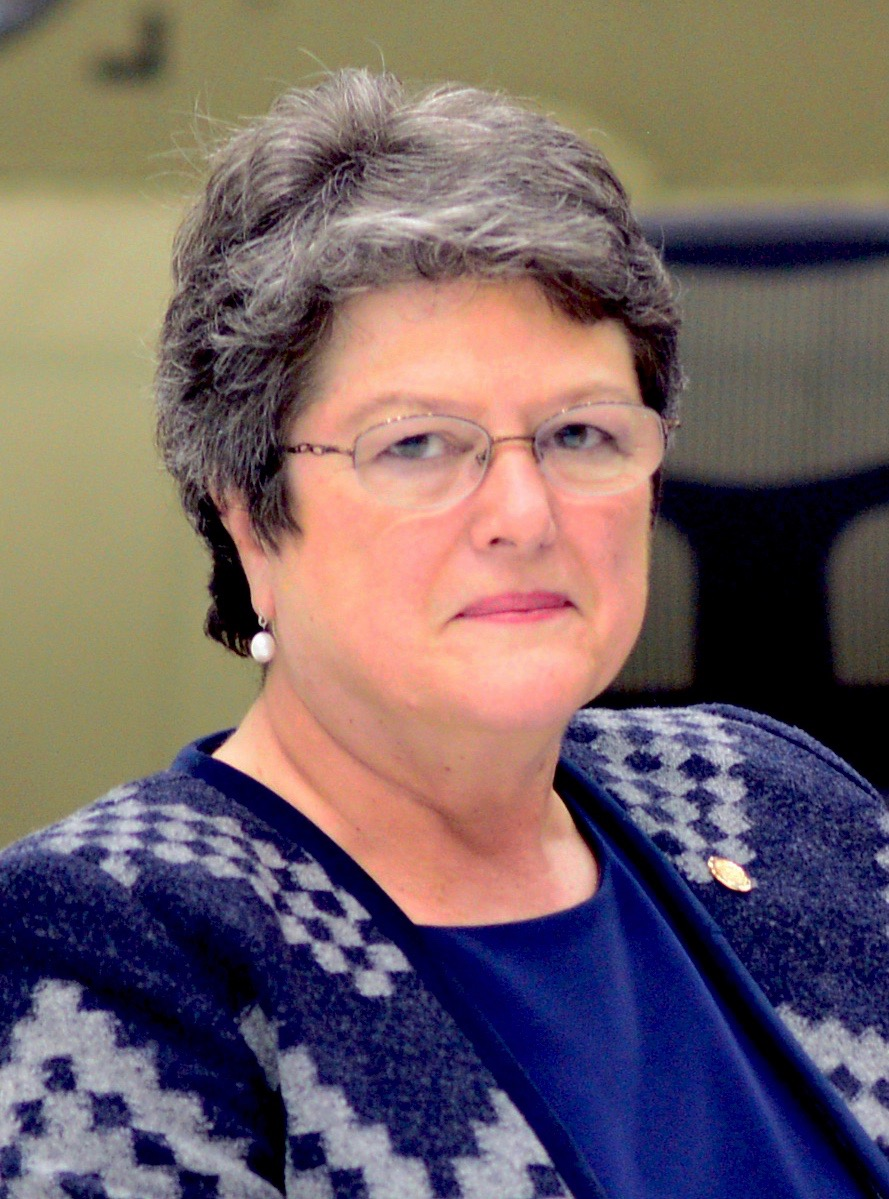
Jeanne Atkins (2015)

Jeanne Paquette Atkins (* 1949 oder 1950 in Bremerton, Washington) ist eine US-amerikanische Politikerin (Demokratische Partei).

## Werdegang
Über die Jugendjahre von Jeanne Paquette ist nichts bekannt. In den 1970er Jahren heiratete sie John Atkins. Das Paar hat einen Sohn namens John. Sie kandidierte 1992 und 1994 jeweils erfolglos für einen Sitz im Repräsentantenhaus von Oregon. Von 1993 bis 1994 arbeitete sie als Staff Director für die Demokraten im Senat von Oregon. Sie war von 1998 bis 2004 als Division Director for Reproductive and Women’s Health im Oregon Department of Human Services tätig. Ferner arbeitete sie im Privat- und Nonprofit-Sektor für Planned Parenthood, United Way of America und Women’s Equity Action League. Danach war sie von 2004 bis 2009 Chief of Staff für den Oregon House Democratic Caucus unter den damaligen Speakern Jeff Merkley und Dave Hunt. Von 2009 bis 2015 arbeitete sie im Stab vom US-Senator Jeff Merkley als sein State Director. Die Gouverneurin von Oregon Kate Brown ernannte sie am 6. März 2015 zum Secretary of State von Oregon. Ihren Amtseid legte sie am 11. März 2015 ab. Sie blieb im Amt bis zum 2. Januar 2017. Im Mai 2017 wurde Atkins zur Vorsitzenden der Demokratischen Partei von Oregon gewählt.
Jeanne Paquette Atkins lebt mit ihrem Ehemann in Cedar Hills bei Portland (Oregon).